# Tokarski Potok (dopływ Dobki)
Tokarski Potok – niewielki ciek wodny w paśmie Równicy w Beskidzie Śląskim, lewobrzeżny dopływ Dobki. Długość ok. 1,4 km.
Źródła na wysokości ok. 590 m n.p.m. Spływa w kierunku północnym. Uchodzi do Dobki na wysokości ok. 440 m n.p.m. Dolinka Tokarskiego Potoku oddziela grzbiet Bukowej i Obory na zachodzie od grzbietu Tokarni i Ostrego na wschodzie. W dolince tej rozłożone są zabudowania Tokarni, dzielnicy Wisły.